# Ugo Fano
Ugo Fano (né le 28 juillet 1912 – 13 février 2001) est un physicien italo-américain, surtout connu pour ses apports en physique théorique.
Au cours de ses six décennies de travail, Fano a eu un impact majeur en physique atomique et moléculaire. Il a décrit des phénomènes tels l'effet Fano, établit le facteur Fano (en), le graphique Lu-Fano, le mécanisme Fano–Lichten et le théorème de Fano.

## Biographie
Ugo Fano naît dans une famille juive confortable de Turin, en Italie. Son père est Gino Fano, professeur de mathématiques. Son frère, Robert Fano, deviendra professeur au Massachusetts Institute of Technology. Son cousin Giulio Racah fera des contributions mathématiques d'importance.
Fano obtient un doctorat en mathématiques de l'université de Turin en 1934, sous la direction d'Enrico Persico. Sa thèse s'intitule Sul Calcolo dei Termini Spettrali e in Particolare dei Potenziali di Ionizzazione Nella Meccanica Quantistica (Sur le calcul en mécanique quantique des termes spectraux et leur application à l'ionisation).
Fano travaille un temps avec Enrico Fermi à Rome, où il est membre sénior de Garçons de la rue Panisperna'. C'est à cette époque que, sur l'insistance de Fermi, Fano développe la partition de Feshbach-Fano (en), qu'il expose dans deux publications,.
En 1936-1937, Fano travaille avec Werner Heisenberg à Leipzig.
En 1939, il épouse Camilla Lattes. La même année, à la suite de la montée des lois raciales fascistes en Italie, il émigre aux États-Unis. 
Après avoir travaillé à l'Aberdeen Proving Ground lors de la Seconde Guerre mondiale, Fano travaille au National Bureau of Standards (NBS, désormais le National Institute of Standards and Technology), où il est le premier physicien théoricien à avoir été engagé. Il travaille au NBS jusqu'en 1966, puis rejoint la faculté de physique de l'université de Chicago. Il y dirige, jusqu'au début des années 1990, environ trente étudiants gradués et chercheurs postdoctoraux.